# Università degli Studi del Molise
L'Università degli Studi del Molise (chiamata anche Università del Molise o colloquialmente con l'acronimo UNIMOL) è un'università statale italiana con sede a Campobasso.

## Storia

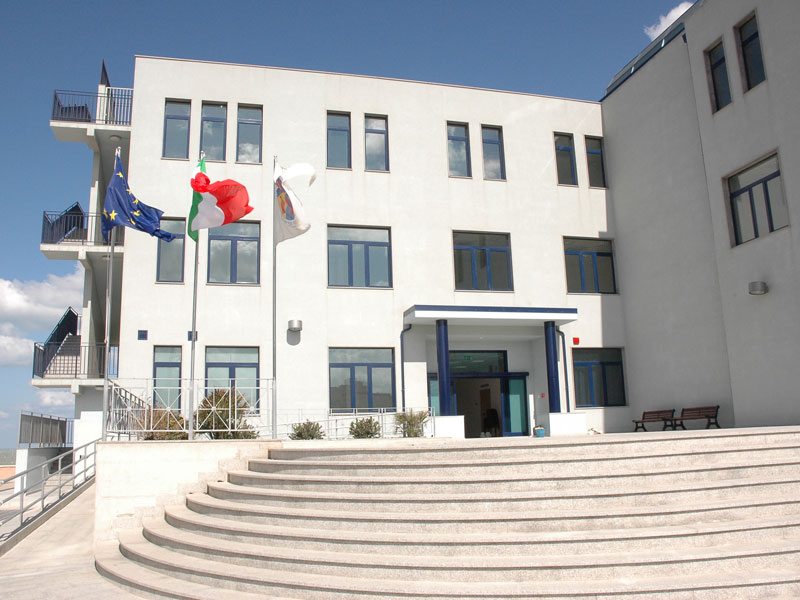
Dipartimento di Bioscienze e Territorio, sede distaccata di Termoli

L'Università fu fondata con la legge n. 590 del 14 agosto 1982, parte di un piano quadriennale per lo sviluppo e la creazione di nuove università. La prima facoltà, attivata nell'anno accademico 1982-1983, fu quella di agraria con il corso di laurea in scienze delle preparazioni alimentari. L'anno accademico 1984-1985 vide la nascita della facoltà di scienze economiche e sociali. Nel 1992 nacque la facoltà di giurisprudenza, mentre l'anno successivo fu istituita la facoltà di scienze matematiche, fisiche e naturali, contestualmente all'espansione territoriale con l'apertura della sede di Pesche.
Nel 1998-1999 l'ateneo pose l'attenzione sulle scienze della formazione, avviando il corso di laurea in scienze della formazione primaria e il centro di ricerca e servizio "G.A. Colozza", che dal 1999-2000 divenne sede della scuola di specializzazione per l'insegnamento secondario.
Col crescere del numero dei ricercatori, l'ateneo molisano si adeguò e nel 2000 furono istituiti sette dipartimenti di ricerca e un parco scientifico e tecnologico. Nel 2004 fu avviato il corso di laurea in tecniche della prevenzione nell'ambiente e nei luoghi di lavoro e nel 2006 vennero aperte due nuove facoltà: medicina e chirurgia presso il polo ospedaliero regionale "Antonio Cardarelli" di Campobasso, cui fu affiancato il collegio medico; e ingegneria con l'inaugurazione della sede di Termoli. Nel 2008 l'università superò le 10 000 iscrizioni.
Nel 2010 l'ateneo ospitò la LXIV edizione dei campionati nazionali universitari, per l'occasione fu inaugurato il palazzo dello sport universitario, denominato PalaUnimol, sito all'interno del campus Vazzieri a Campobasso. Il 2012 vide l'apertura agli studenti delle residenze universitarie del campus Vazzieri di Campobasso e di quello di Pesche. Nel 2014 il dipartimento di medicina e scienze della salute è stato intitolato a Vincenzo Tiberio.

## Struttura
L'Università è organizzata nei seguenti sei dipartimenti:
- Agricoltura, ambiente e alimenti
- Bioscienze e territorio
- Economia
- Giuridico
- Medicina e scienze della salute "Vincenzo Tiberio"
- Scienze umanistiche, sociali e della formazione

## Servizi

### Biblioteche
La biblioteca di ateneo dell'Università del Molise è dislocata su tre sedi
- Campobasso (sede centrale suddivisa in Biblioteca d'Ateneo, Centro di Documentazione Europea e Centro di Cultura del Molise);
- Pesche
- Termoli

### Residence studenteschi
Nel campus Vazzieri di Campobasso e in quello di Pesche è presente la casa dello studente. Presso la sede del dipartimento di medicina e scienze della salute "Vincenzo Tiberio" a Campobasso è attivo il collegio medico, ossia una residenza universitaria dedicata agli studenti del dipartimento.

### CUS Molise
Il Centro universitario sportivo del Molise gestisce e organizza l'attività sportiva delle varie sedi universitarie, nelle strutture gestite dall'Università:
- Campobasso: PalaUnimol (campus Vazzieri), palestra d'ateneo (campus Vazzieri), campo polivalente (dipartimento giuridico);
- Pesche: palestra d'ateneo, campo sportivo.

Il CUS ha partecipato con le squadre di calcio a 5, pallavolo e rugby a competizioni nazionali fino al 2014.

## Rettori
- Giovanni Palmerio (1983-1985)
- Gianfranco Morra (1985-1986)
- Mario Formisano (1986-1987)
- Pietro Perlingeri (1987-1990)
- Giovanni Palmerio (luglio-dicembre 1990)
- Lucio d'Alessandro (1990-1995)
- Giovanni Cannata (1995-2013)
- Gianmaria Palmieri (2013-2019)
- Luca Brunese (2019-2025)
- Giuseppe Peter Vanoli (dal 2025)

## Criticità
Nel gennaio 2011 il settimanale L'Espresso pubblica un'inchiesta giornalistica in cui si mette in luce un forte nepotismo nelle assunzioni dell'ateneo, un reticolo "famigliare", come recita l'inchiesta. Il rettore dell'ateneo ha risposto a tale rapporto affermando che «niente è avvenuto fuori dalle norme, e poi i fondamentali di quest'ateneo sono solidi».
Il tribunale di Cassino, con sentenza n. 319/2014, ha riconosciuto il contenuto diffamatorio degli articoli pubblicati tra marzo ed aprile 2010 sul settimanale Panorama e sul quotidiano Nuovo Molise Oggi, condannando gli editori e i direttori delle testate in oggetto al risarcimento del danno per diffamazione a mezzo stampa, in favore dell'Università degli Studi del Molise, dell'allora rettore Giovanni Cannata e di due dirigenti.